# Fayette Pinkney

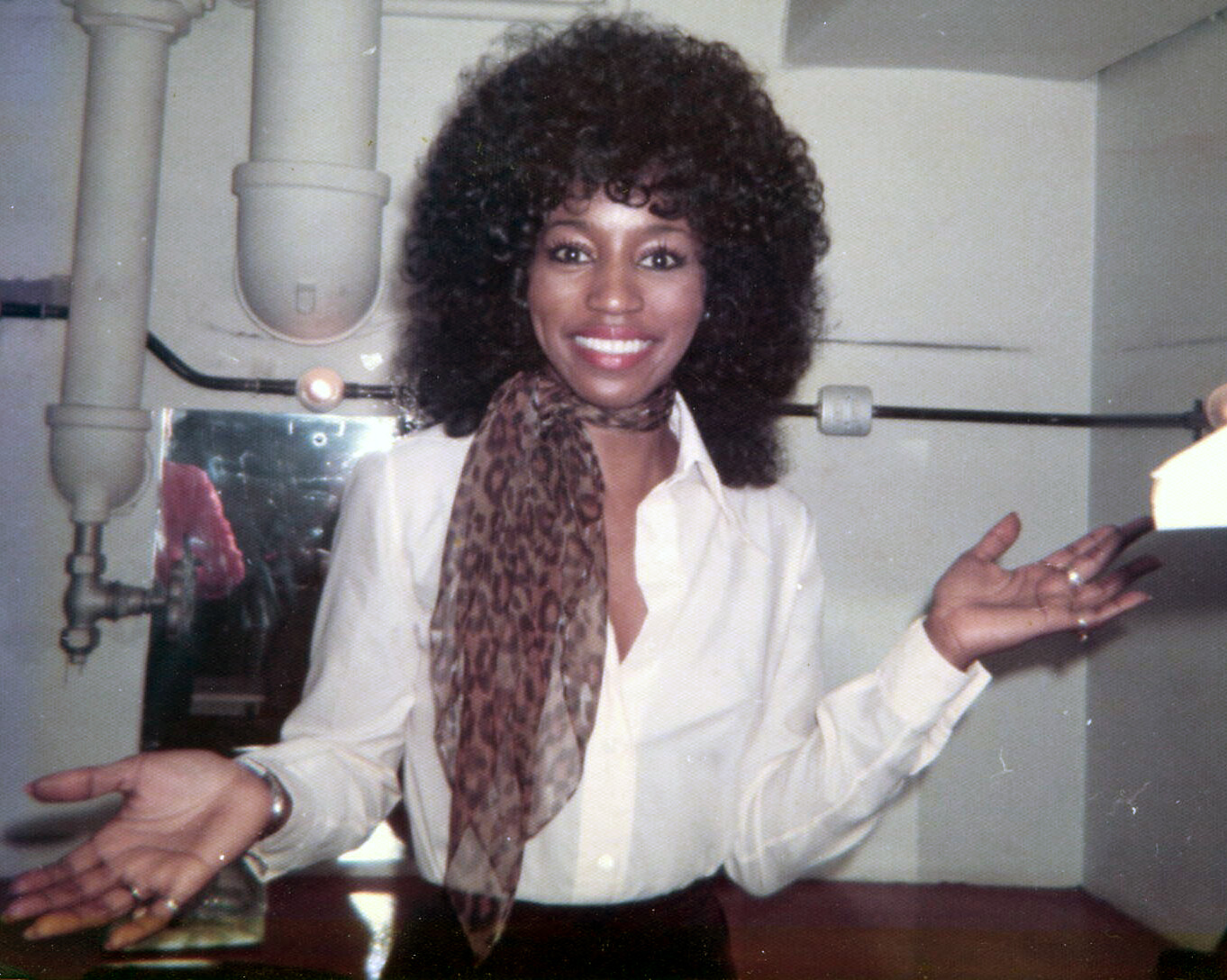
Fayette Pinkney 1974

Fayette Pinkney (* 10. Januar 1948 in Philadelphia; † 27. Juni 2009 in Lansdale (Pennsylvania)) war eine US-amerikanische Sängerin.

## Leben und Wirken
Pinkney wuchs in Philadelphia auf. 1965 war sie gemeinsam mit Shirley Porter und Linda Turner Gründungsmitglied der von  Richard Barrett in Leben gerufenen Musikgruppe The Three Degrees. Innerhalb eines Jahrzehnts entstanden so große Hits wie „When Will I See You Again“, „Take Good Care Of Yourself“ oder „Dirty Old Man“, bis Barrett ihr 1976 den Rücktritt nahelegte. In der folgenden Zeit war sie als Gesangslehrerin, Chorleiterin  und Chorsängerin aktiv. Im Jahre 1979 nahm sie ihr Soloalbum „One Degree“ auf.
Nach ihrer Musikkarriere erwarb Pinkney 1984 einen Bachelor im Fach Psychologie an der Temple-Universität und einen Master-Abschluss im Studiengang „Human Services“ an der Lincoln-Universität, Pennsylvania.
1994 gebar sie eine Tochter, Ayana Alexandria, die jedoch keine zwei Wochen später an plötzlichem Kindstod verstarb. Am 27. Juni 2009 starb Pinkney nach kurzer und plötzlicher Krankheit im Alter von 61 Jahren an akutem Atemversagen.

## Musikstücke (Auswahl)
- Dirty Old Man, 1973
- When Will I See You Again, 1974
- Take Good Care Of Yourself, 1974
- One Degree, 1979 Soloalbum